# Pierre-Antoine Gourgaud
Pierre-Antoine Gourgaud (Parijs, 29 april 1706 – aldaar, 1 maart 1774), met artiestennaam Dugazon père (om verwarring met zijn zoon Jean-Henri Gourgaud te vermijden, die zichzelf ook Dugazon noemde), was een Frans acteur.
Gourgaud was de patriarch van een grote familie van toneelspelers. Hij begon zijn loopbaan als adviseur van Lodewijk XIV van Frankrijk op gebied van gebouwen, bruggen en loges. Hij verliet zijn geboortestad rond het jaar 1730: vermoedelijk is dit wanneer hij besloot om toneelspeler te worden. Hij trouwde met Marie-Catherine Dumay in Rijsel op 18 november 1734 en bleef in deze stad tot in 1736. In dat jaar werd hij aangesteld tot directeur van de koninklijke Muntschouwburg te Brussel. Op 11 december 1739 maakte hij zijn debuut in de Comédie-Française, maar werd er niet aangenomen.
Van 1742 tot 1749 was hij actief als acteur in Marseille, waar hij naast zijn theatrale activiteiten ook directeur was van de ziekenhuizen van het Armée d'Italie. Later keerde hij terug naar zijn nomadische levensstijl en werkte hij in Bordeaux en Bayonne, om uiteindelijk in 1760 een positie te verkrijgen in Stuttgart. Van 1769 tot 1770 leidde hij het theater van Montpellier, waarna hij in 1774 overleed te Parijs.
Minstens twee van zijn kinderen bouwden een theaterloopbaan uit:
- Françoise-Rose Gourgaud, bijgenaamd Madame Vestris (1743-1804)
- Jean-Henri Gourgaud (1746-1809)